# 约瑟夫·鲁日奇卡
约瑟夫·鲁日奇卡（捷克語：Josef Růžička，1925年3月17日—1986年4月11日），捷克男子摔跤运动员。他曾代表捷克斯洛伐克参加1948年和1952年夏季奥林匹克运动会摔跤比赛，其中1952年奥运会获得一枚银牌。